# Poebrotherium
Poebrotherium ist eine ausgestorbene Gattung der Paarhufer innerhalb der Familie der Kamele. Sie trat im Oberen Eozän und Unteren Oligozän vor rund 37 bis 30 Millionen Jahren im heutigen Nordamerika auf. Hauptfundgebiet sind die Ablagerungen der White-River-Gruppe in den High Plains, wozu auch die bedeutende Fossillagerstätte der White River Badlands in South Dakota gehört. Fossilreste wurden aber auch aus weiter südlich gelegenen Regionen in Texas und Oaxaca geborgen. In den White River Badlands gehört Poebrotherium zu den häufiger auftretenden Paarhufern, allerdings ist die Gattung nicht so reichhaltig belegt wie ihr entfernterer kamelartiger Verwandter Merycoidodon.
Die Tiere waren im Vergleich zu heutigen Kamelen von kleiner Statur, besaßen lange schlanke Gliedmaßen und einen langen Schwanz. Insgesamt wirkten sie eher gazellenartig. Auffallend war ihre lange, röhrenförmige Schnauze, was sie mit den heutigen Arten teilen. Die Fußstruktur unterschied sich von den rezenten Formen, so dass das charakteristische Fußpolster der Kamele wohl noch nicht ausgebildet war. Vermutlich hatte Poebrotherium dadurch auch noch nicht den typischen Gang der heutigen Vertreter entwickelt. Das Gebiss bestand aus der vollständigen Anzahl der Zähne und wies auffällige Zahnlücken im vorderen Abschnitt auf. Anhand der Zahnabnutzungsspuren lässt sich eine Ernährung von weichen und harten Pflanzen rekonstruieren.
Die wissenschaftliche Benennung von Poebrotherium erfolgte im Jahr 1847. Die Gattung zählt dadurch zu den forschungsgeschichtlich frühesten, die aus den White River Badlands bekannt wurden. Das verwandtschaftliche Verhältnis zu den Kamelen etablierte sich ebenfalls sehr früh. Heute zählt Poebrotherium zu den urtümlichsten Vertretern der Gruppe. Es sind mehrere Arten definiert.

## Merkmale

### Habitus
Poebrotherium war ein kleiner und ursprünglicher Vertreter der Kamele. Äußerlich ähnelten die Tiere mit ihrem langen Hals und den schlanken Gliedmaßen eher heutigen Gazellen. Markant war auch die langgestreckte, teils röhrenförmige Schnauze. Der Rücken wölbte sich typischerweise auf, der Schwanz war länger als bei den heutigen Kamelen. Das Körpergewicht wird mit 8 bis 20 kg angenommen.

### Schädel- und Gebissmerkmale

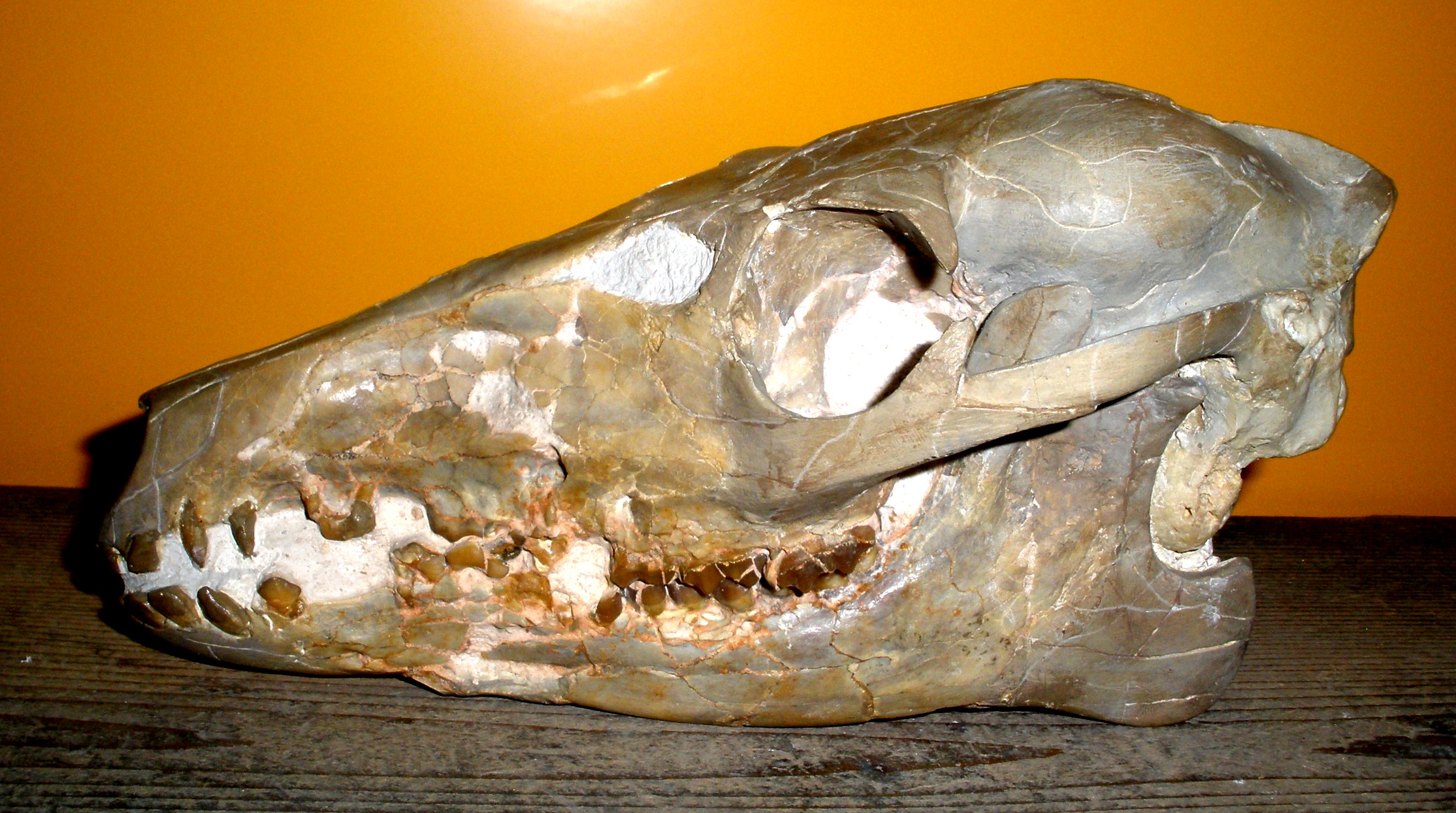
Schädel von Poebrotherium

Allgemein erinnerte der Schädel von Poebrotherium an den eines heutigen Lamas. Er wurde zwischen 16,1 und 18,8 cm lang. Der Hirnschädel besaß eine kurze, runde Form, das Rostrum war gestreckt. Die Stirnlinie verlief nahezu gerade. Dadurch war das Hinterhaupt relativ hoch, das vordere Rostrum dagegen niedrig. Die Jochbögen zeigten sich kurz und schlank gebaut. Die Orbita befand sich deutlich weiter zurückverlagert als bei den heutigen Kamelen. Zudem war sie sehr groß und etwas hervorragend. Der Mittelkieferknochen stand hoch, der Naseninnenraum öffnete so direkt nach vorn. Sowohl der Oberkiefer als auch die Nasenbeine waren langgestreckt. Letztere verjüngten sich nach vorn stark und reichten am Schnauzenende bis an die Spitze des Mittelkieferknochens. Das Stirnbein war kurz und breit, die Scheitelbeine jedoch lang. Sie trafen sich zu einem Scheitelkamm, der allerdings nicht sehr hoch aufragte. An der Schädelbasis waren die Paukenblasen stark aufgebläht, deutlicher als bei den heutigen Arten. Ihr Inneres bestand aus porösem Knochengewebe wie es typisch für Schwielensohler ist.
Der Unterkiefer war lang und schmal. Die Unterkante wies einen geschwungenen Verlauf auf. Die Symphyse am vorderen Ende zog spatelartig aus, war aber nicht ganz so lang wie bei den heutigen Kamelen. Der Winkelfortsatz am hinteren Ende besaß einen kameltypischen hakenartigen Abschluss, der unterhalb der Zahnebene lag. Der aufsteigende Ast ragte nur niedrig empor und lehnte sich stärker nach hinten als bei den rezenten Arten. Zusätzlich war der Kronenfortsatz deutlicher nach hinten orientiert und mit einer Spitze ausgestattet. Die Gelenkfläche am Gelenkfortsatz kragte seitlich weiter aus und war weniger gerundet im Vergleich zu heutigen Kamelen.
Das Gebiss bestand mit 44 Zähnen aus der ursprünglichen Anzahl der Höheren Säugetiere. Die Zahnformel lautete demnach: {\displaystyle {\frac {3.1.4.3}{3.1.4.3}}}. Insgesamt waren die Zähne niederkronig (brachyodont), aber nicht ganz so deutlich wie bei dem ebenfalls urtümlichen Poebrodon. Die unteren Schneidezähne formten vor allem bei den späteren Vertretern einen geschlossenen Bogen. Der obere dritte Schneidezahn war häufig vergrößert. Während der untere Eckzahn in der Regel den Schneidezähnen glich, also incisiform war, lässt sich bezüglich des oberen vermutlich ein Sexualdimorphismus beobachten. Dieser zeigte sich darin, dass einige größere Individuen auch einen verhältnismäßig größeren und spitzen Caninus aufwiesen, umgekehrt zu einigen kleineren Exemplaren. Allerdings ist die Anzahl der vollständigen Schädel bisher zu gering, um hier definitive Aussagen zu treffen. Ein markantes Merkmal bildeten die Diastemata zwischen dem Eckzahn und dem ersten beziehungsweise zweiten Prämolaren sowohl in der oberen als auch der unteren Zahnreihe. Die Zahnlücken nehmen von stammesgeschichtlich älteren zu jüngeren Formen deutlich zu und sind ein Resultat der Verlängerung des Schnauzenbereiches. So erstreckte sich das Diastema zwischen dem ersten und zweiten Prämolaren bei älteren Vertretern von Poebrotherium über 2 bis 3 mm, bei jüngeren hingegen über bis zu 13 mm. Die Molaren verfügten über das für Kamele charakteristische selenodonte Kauflächenmuster (mit sichelförmigen Scherleisten). Die gesamte hintere obere Zahnreihe nahm eine Länge von 7,0 bis 7,9 cm ein, die Mahlzähne beanspruchten davon 3,6 bis 4,0 cm. Für die untere Zahnreihe lauten die Werte 7,4 bis 8,3 cm sowie 3,7 bis 4,2 cm.

### Skelettmerkmale
Das postcraniale Skelett ist weitgehend vollständig bekannt. Die Halswirbelsäule war schon deutlich verlängert, jedoch noch nicht so auffällig wie bei den rezenten Arten. Bezogen auf die Länge des Oberarmknochens übertraf die Halswirbelsäule diesen um knapp das Doppelte, bei den heutigen Kamelen ist es der dreifache Wert. Die Gliedmaßenknochen waren lang und schlank. Der Oberarmknochen selbst wies einen ähnlich gebogenen Schaft wie die rezenten Formen auf. Abweichend von diesen zeigten sich die Knochenrippeln als Muskelansatzstellen schwächer entwickelt, ebenso wie sich das untere Gelenkende als schmaler erwies. Elle und Speiche waren über die gesamte Länge miteinander verwachsen und letztere unwesentlich länger als der Oberarmknochen. Der Oberschenkelknochen besaß einem kleinen Gelenkkopf und hohem Großen Rollhügel sowie eine schmale untere Gelenkknorre. Er übertraf wie auch das Schienbein den Oberarmknochen an Länge. Vorder- und Hinterfuß besaßen bereits den typischen Aufbau der Kamele. Die jeweiligen Strahlen III und IV waren stark entwickelt, die inneren und äußeren ansetzenden Strahlen hingegen reduziert. Allerdings waren beide noch nicht zum typischen Kanonenbein verwachsen. Sowohl der dritte und vierte Mittelhand- als auch die entsprechenden Mittelfußknochen erreichten Längen von 12 cm, erstere waren aber durchschnittlich etwas kürzer als letztere. Sie entsprachen dadurch in etwa der Länge des Oberarmknochens. Die Phalangen wichen in ihrem Bau von denen der heutigen Kamele ab. Sie waren insgesamt kürzer und schmaler, was besonders auf die Endglieder zutraf, die zudem deutlich dreieckig waren. Sie erinnerten dadurch an die Hufzehen der Gazellen. Wahrscheinlich wies Poebrotherium dadurch noch nicht das markante Fußpolster auf, wie es für die rezenten Vertreter charakteristisch ist.

## Fossilfunde

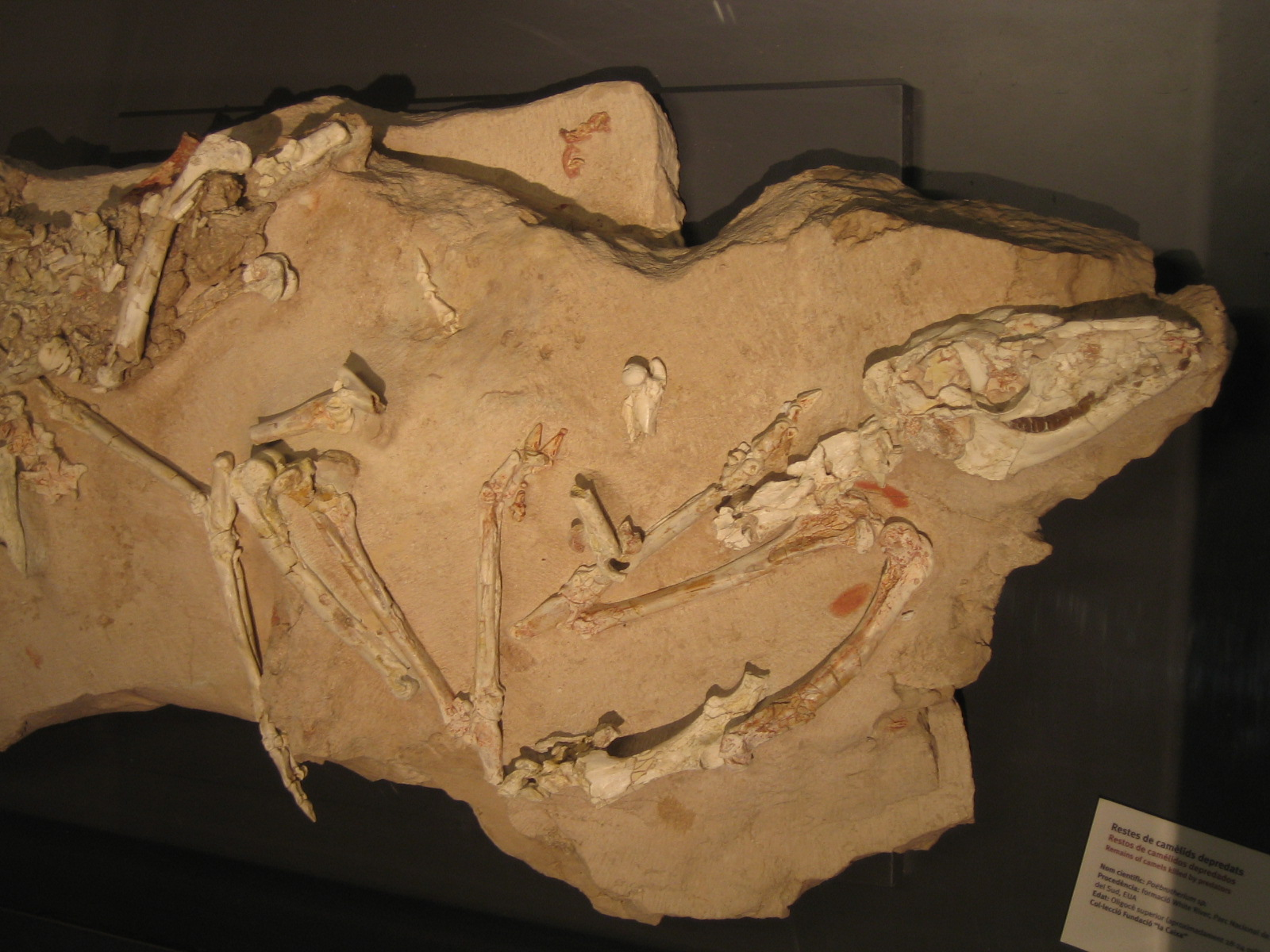
Teilskelett von Poebrotherium aus den White River Badlands

Poebrotherium war einst in Nordamerika verbreitet. Bedeutende Fossilfunde sind hauptsächlich aus dem Bereich der High Plains bekannt. Wichtigstes Fundgebiet stellen die White River Badlands und die angrenzenden Regionen in den US-Bundesstaaten South Dakota, North Dakota, Nebraska, Colorado und Wyoming dar. Die dort aufgeschlossene White-River-Gruppe gilt als eine überaus fossilreiche geologische Ablagerungsfolge, die aus mehreren Gesteinsformationen besteht. Zumeist werden drei Serien unterschieden: zuunterst die Chamberlain-Pass-Formation, gefolgt von der Chadron-Formation und der Brule-Formation (regional, so in Wyoming, wird die White-River-Gruppe als untergeordnete Formation eingestuft, die in ihr eingeschlossenen Gesteinseinheiten werden dann als Schichtglieder oder Member geführt). Größere Bedeutung haben die beiden letztgenannten Einheiten. Sie können wiederum in mehrere Schichtglieder aufgeteilt werden. Die Chadron-Formation entstand weitgehend im Oberen Eozän vor rund 37 bis 33,8 Millionen Jahren, die Brule-Formation hingegen im Unteren Oligozän vor rund 33,8 bis 32 Millionen Jahren. Die weitgehend auf biostratigraphischen Erwägungen beruhende Einschätzung wird durch absolute Altersmessungen mit Hilfe der Kalium-Argon-Methode bestätigt. Sie ergab für ein Tuffband zwischen beiden Gesteinseinheiten einen Wert von 33,6 Millionen Jahren vor heute. Sowohl die Chadron- als auch die Brule-Formation förderten eine reichhaltige Fossilgemeinschaft zu Tage. Neben Pflanzenresten und Wirbellosen schließt diese vor allem Fische, Amphibien, Reptilien, Vögel und Säugetiere ein. Unter den Säugetieren treten neben verschiedensten Paarhufern auch Unpaarhufer sowie Insektenfresser, Nagetiere, Hasenartige, Raubtiere und Beuteltiere auf. Hinzu kommen einzelne ausgestorbene Linien wie etwa die Leptictida und Pantolesta. Innerhalb der Paarhufer gehört Poebrotherium zu den häufigeren Formen. Einzelne Sammlungen weisen bis zu 500 Fundobjekte des frühen Kamelvertreters auf. Jedoch ist er nicht ganz so häufig wie der entfernte Verwandte Merycoidodon oder aber Leptomeryx, welches allerdings den Hirschferkeln nähersteht. Für den gesamten Faunenbestand der White River Badlands wird der Anteil von Poebrotherium mit rund 3 % angegeben. Vereinzelt enthalten einige Fundbereiche auch mehrere Individuen vereint, wie ein Block aus der Brule-Formation im Niobrara County von Wyoming zeigt. Häufig werden mit P. eximium und P. wilsoni zwei Arten unterschieden, von denen erstere weitgehend aus der Chadron-, letztere aus der Brule-Formation stammt. Insgesamt lässt sich ein geographischer Gradient von Nord nach Süd feststellen. Vergleichsweise selten tritt Poebrotherium hierbei in den Ablagerungen der White-River-Gruppe von North und South Dakota auf, dagegen häufiger in Wyoming und Nebraska sowie am häufigsten in Colorado.
Außerhalb des White-River-Gebietes sind Funde von Poebrotherium bisher selten beobachtet worden. Aus der Airstrip local fauna der Vieja-Gruppe im Süden des US-Bundesstaates Texas liegt ein Teilskelett mit Schädel vor, das dem oberen Eozän zuzuweisen ist und wohl die Art  P. chadronense repräsentiert. Der bisher südlichste Fund ist mit einem Unterkieferfragment aus der Yolomécatl-Formation im Nordwesten des mexikanischen Bundesstaates Oaxaca zu verzeichnen, dessen Alter absoluten Messungen zufolge mehr als 35 Millionen Jahre beträgt, was dem ausgehenden Eozän entspricht.

## Paläobiologie
Abweichend von anderen Paarhufern haben Kamele nicht nur eine besondere Fußstruktur, sondern bewegen sich auch im schnellen Lauf im Passgang fort, wodurch abwechselnd das rechte und das linke Beinpaar eingesetzt werden. Poebrotherium zeigt als sehr urtümlicher Vertreter der Kamele nur wenige Übereinstimmungen mit diesen. So sind die mittleren Metapodien noch nicht verwachsen, was eher an die Hirschferkel als Vertretergruppe relativ ursprünglicher Wiederkäuer erinnert, bei denen dieses Merkmal zumindest am Vorderfuß vorkommt. Im Gegensatz zu den Hirschferkeln sind die Metapodien aber schon verhältnismäßig lang, was eine Anpassung an einen schnellen Lauf in offenen Landschaften vermuten lässt. Des Weiteren bestehen auch andere Skelettabweichungen zu den Kamelen, etwa in Form von kaum verbreiterten Rippen. Bei den Kamelen sorgen die breiten Rippen für eine seitliche Rumpfstabilisierung beim Lauf. Es ist daher anzunehmen, dass Poebrotherium noch nicht den typischen schnellen Passgang der Kamele entwickelt hatte, sondern entsprechend anderen langbeinigen Paarhufern diesen nur im langsamen Gehen einsetzte, während beim Galopp ein diagonaler Schritt dominierte.
Heutige Kamele ernähren sich sowohl von harten Gräsern als auch weichen Pflanzenteilen, sie nutzen somit eine gemischte Pflanzenkost. Im Vergleich zu den heutigen Arten besitzt Poebrotherium niedrigere Zahnkronen, hatte aber bereits einen relativ langen Hals und eine schmale Schnauze entwickelt. Aufgrund dessen wurde angenommen, dass die Tiere sich spezialisiert von weichen Pflanzen ernährten, die sie in offenen Landschaften am Boden suchten. Untersuchungen zu den Abnutzungsspuren ergaben jedoch Übereinstimmungen mit solchen von Tieren, die ebenfalls eine gemischte Pflanzenkost bevorzugen. Allerdings scheint es regionale Unterschiede gegeben zu haben, da einzelne Fossilien auch stärkere Hinweise auf ein Überwiegen weicher Pflanzenkost lieferten. Isotopenanalysen an den Zähnen indizieren, dass Poebrotherium wohl C3-Pflanzen als Hauptnahrung dienten. Zudem bevorzugten die Tiere offene sowie teils trockene Landschaften und waren möglicherweise weniger von Wasser abhängig. Dies unterstützen geologische Beobachtungen, wonach die meisten Fossilien in Ablagerungen geborgen wurden, die nicht unter Bedingungen von Fließgewässern entstanden.

## Systematik
Poebrotherium ist eine ausgestorbene Gattung aus der Familie der Kamele (Camelidae). Die Kamele sind eine vergleichsweise alte Gruppe der Paarhufer (Artiodactyla), die bereits im Verlauf des Eozäns erschien. Ihren Ursprung hat sie höchstwahrscheinlich in Nordamerika. Typische Kennzeichen der Kamele finden sich in dem langen und schmalen Rostrum, den vollständig selenodonten Backenzähnen (mit mondsichelförmigen Scherleisten) und aufgeblähten Paukenblasen. Die jeweils mittleren Metapodien (Strahlen III und IV) sind am unteren Ende gespreizt. Innerhalb der Kamele gilt Poebrotherium als eine sehr basale Form, was unter anderem durch das vollständige Gebiss und im Vergleich zu den rezenten Arten kurzen Metapodien angezeigt wird. Letztere sind kürzer als die Länge des Schädels, während sie bei den heutigen Kamelen diesen übertreffen. Teilweise wird Poebrotherium der Unterfamilie der Poebrotheriinae zugesprochen. Diese hatte Edward Drinker Cope im Jahr 1874 aufgrund der voneinander getrennten Metapodien als eigenständige Familie eingeführt, jedoch stufte sie Karl Alfred von Zittel im Jahr 1893 auf den heutigen Status herunter. Die Unterfamilie ist nicht in allen Fällen anerkannt, es besteht jedoch eine engere Verbindung von Poebrotherium zu anderen urtümlichen Kamelen wie Paratylopus.
Folgende Arten von Poebrotherium sind heute anerkannt:
- P. chadronense Prothero, 1996
- P. eximium Hay, 1902
- P. wilsoni Leidy, 1847

Im Laufe der Forschungsgeschichte wurden noch weitere Arten zu Poebrotherium verwiesen. So kreierte Edward L. Troxell im Jahr 1917 die Art P. andersoni, welche aber mit P. wilsoni identisch ist. Des Weiteren sind auch P. sternbergi und P. labiatum zu nennen, beide im Jahr 1879 beziehungsweise 1881 jeweils von Edward Drinker Cope begründet. Erstere Art gehört heute zur Gattung Gentilicamelus, letztere zur Gattung Paratylopus. Die im Jahr 1974 von John Andrew Wilson anhand eines Schädels aus Texas ausgewiesene Art P. franki wurde im Jahr 2023 von Donald R. Prothero zur Gattung Stevenscamelus überführt.

## Forschungsgeschichte

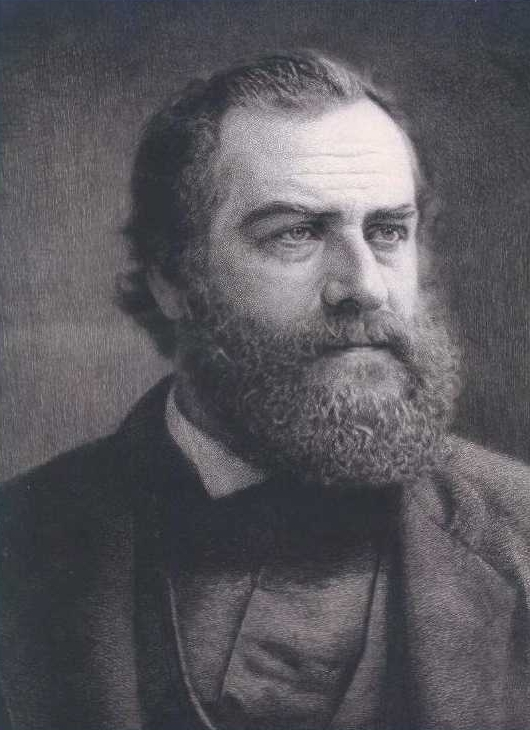
Joseph Leidy

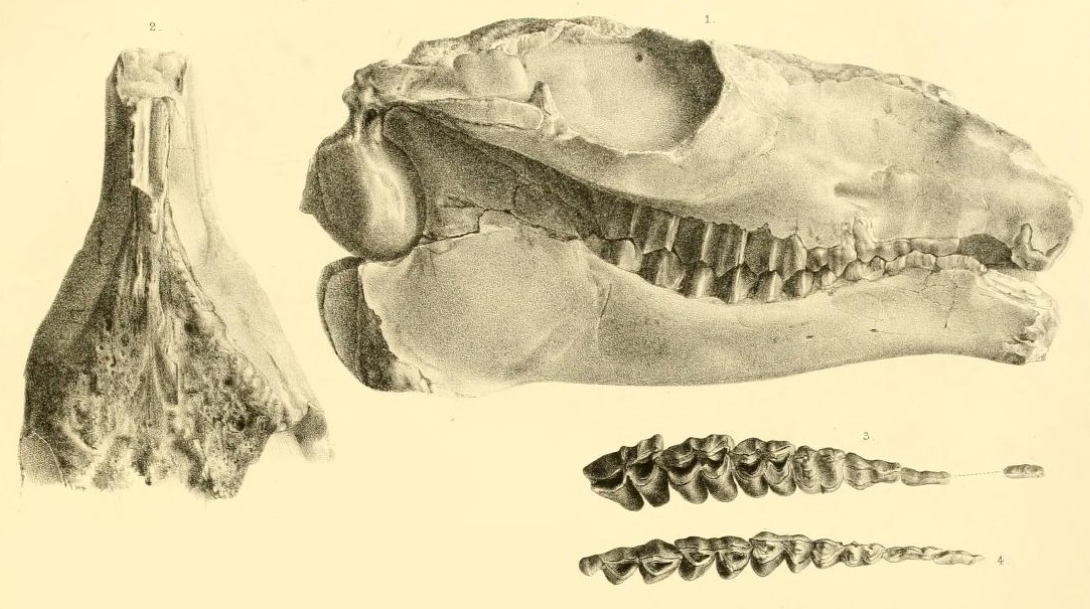
Schädel von Poebrotherium, veröffentlicht von Leidy im Jahr 1853, Typusexemplar

Die Gattung Poebrotherium wurde im Jahr 1847 von Joseph Leidy wissenschaftlich erstbeschrieben. Leidy basierte die Gattung auf den Schädel einschließlich Unterkiefer eines nicht ganz ausgewachsenen Individuums, dem aber der vordere Teil des Rostrums fehlte (Exemplarnummer ANSP 11012). Der Holotypus stammt aus den White River Badlands, wo seit den 1840er Jahren Fossilien durch Pelztierjäger und Trapper gesammelt wurden. Diese gelangten zumeist an die Academy of Natural Sciences in Philadelphia, wo Leidy lehrte. Poebrotherium stellt das älteste Taxon dar, das anhand von Funden aus den White River Badlands eingeführt wurde und heute noch gültig ist. Lediglich ein Unterkiefer von Megacerops, einem Vertreter der Brontotherien, war ein Jahr zuvor von Hiram Prout vorgestellt, von ihm aber zu dem Pferdeverwandten Palaeotherium gestellt worden. In seiner Erstbeschreibung behandelte Leidy Poebrotherium sehr ausführlich. Den Gattungsnamen leitete er von den griechischen Wörtern ποιη-βόρος (poie-boros) für „grasfressend“ (wiederum ποίη (poie) für „Gras“ oder „Kraut“ und βορός ( boros) für „gefräßig“) und θηρίον (thērion) für „Tier“ ab. Während die Erstbeschreibung in den Berichten der Academy of Natural Sciences erschien, veröffentlichte Leidy nur ein Jahr später einen fast identischen Aufsatz in einem englischen Wissenschaftsjournal.
Leidy verwies Poebrotherium in seiner Erstbeschreibung allgemein zu den Wiederkäuern und sah nähere Beziehungen zu Dorcatherium aus der Gruppe der Hirschferkel. Das wiederholte er auch in seiner ersten Monographie zur fossilen Fauna der White River Badlands aus dem Jahr 1853. Erst in seiner 1869 erschienenen zweiten, deutlich umfangreicheren Abhandlung zu den Funden der Region erkannte er eine nähere Verwandtschaft zu den Kamelen. Der Status wurde in der Nachfolgezeit weitgehend akzeptiert, auch wenn Edward Drinker Cope die Gattung im Jahr 1874 zwischenzeitlich einer eigenen Familie zuwies, was Karl Alfred von Zittel allerdings rund zwanzig Jahre später wieder korrigierte. Cope widmete sich auch einigen Detailfragen der Skelettanatomie, doch fehlte weitgehend eine Beschreibung des gesamten Knochenbaus. Diese konnte William Berryman Scott im Jahr 1891 vorlegen. Nahezu fünfzig Jahre später wiederholte er dies gemeinsam mit Glenn Lowell Jepsen im Rahmen der Aufarbeitung des Fossilmaterials, das durch mehrere Expeditionen der Princeton University gesammelt worden war. Frank C. Whitmore wiederum verfasste im Jahr 1952 eine umfangreiche Darstellung des Schädels.
Die durch Leidy verfasste Erstbeschreibung etablierte mit P. wilsoni eine Art, die die Nominatform darstellt. Neben der vollständigen niederkronigen Bezahnung bildet das ausgeprägte Diastema zwischen dem ersten und zweiten Prämolaren ein charakteristisches Merkmal. Im Verlauf des 19. Jahrhunderts wurden mehrere weitere Formen eingeführt, die heute aber zumeist ungültig sind oder anderen Gattungen angehören. Erst im Jahr 1902 benannte Oliver Perry Hay mit P. eximium eine zusätzliche heute anerkannte Art. Hay gab hierbei aber keine Beschreibung oder nähere Erläuterung ab, sondern verwies lediglich auf einen Aufsatz über ausgestorbene Kamele Nordamerikas von Jacob Lawson Wortman aus dem Jahr 1898. In diesem hatte Wortmann einen Schädel von Poebrotherium abgebildet, dem die typische Zahnlücke von P. wilsoni aber weitgehend fehlte. Dem trug Hay vier Jahre später mit der Bezeichnung P. eximium Rechnung. Die dritte, heute akzeptierte Art geht auf John Andrew Wilson aus dem Jahr 1974 zurück, der ein Teilskelett aus Texas vorstellte, dieses aber aufgrund fehlender Vergleichsfunde keiner speziellen Art zuordnete. Das holte Donald R. Prothero im Jahr 1996 nach, indem er die Art P. chadronense einführte. Es handelt sich um den bisher kleinsten Vertreter.